# Городная (Брестская область)
Городна́я (бел. Гарадная) — деревня в Столинском районе Брестской области Беларуси, на озере Городно. Административный центр Городнянского сельсовета. Городная — старинное магдебургское местечко исторической Пинщины (часть Брестчины), на западе Полесья.

## География
Находится в 28 км на запад от Столина, в 21 км от железнодорожной станции Горынь.

## История
Первое письменное упоминание о Городной датируется 1448 годом. Со времён основания местность приобрела известность как центр традиционного гончарного производства. В 1527 году крымские татары сожгли поселение, часть жителей взяли в плен.

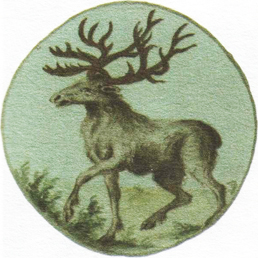
Городской герб

В 1565—1566 годы согласно административно-территориальной реформе Городная вошла в состав Пинского повета Берестейского воеводства. В 1579 или 1670 местечко получило Магдебургское право. С этого времени оно пользовалось собственным гербом «в серебряном поле лось с золотыми рогами», подтвержденным 17 марта 1792 года.
В 1793 году в результате второго раздела Речи Посполитой Городная оказалась в составе Российской империи. Во второй половине XIX века в местечке было 236 зданий, на 1909 год — 1830 дворов.
В 1921 году в соответствии с Рижским мирным договором Городная оказалась в составе межвоенной Польской Республики, сперва в Лунинецком повете, а с 1 января 1923 года — в Столинском повете Полесского воеводства. Для места Городна был утверждён герб: на зелёном поле щита голова лося натурального цвета с золотыми рогами. В 1924 и 1925 годах сюда переселилось около 200 жителей Галичины. Переселенцы создали отдельное поселение хуторского типа (имело название «Колония») и возродили греко-католический приход. Вскоре им передали здание деревянной церкви, первое богослужение в котором состоялось 5 января 1928 года.
В 1939 году Городная вошла в БССР, где 12 октября 1940 стала центром сельсовета. Статус поселения понизили до деревни.
Перед войной в деревне проживало 1820 человек в 405 дворах. В 1942 году немцами было сожжено 58 домов, убито 232 человека.
По состоянию 1970 года здесь было 470 дворов, к 1993 году — 522 двора.

Местечко на старых снимках
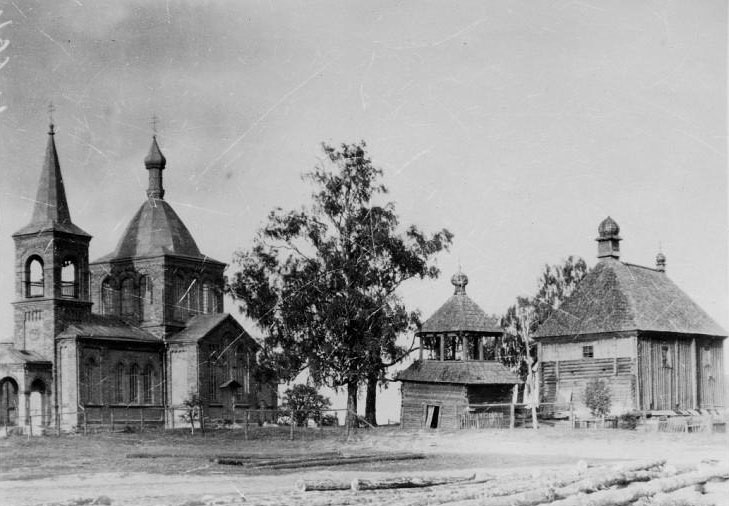
Православная и греко-католическая церкви
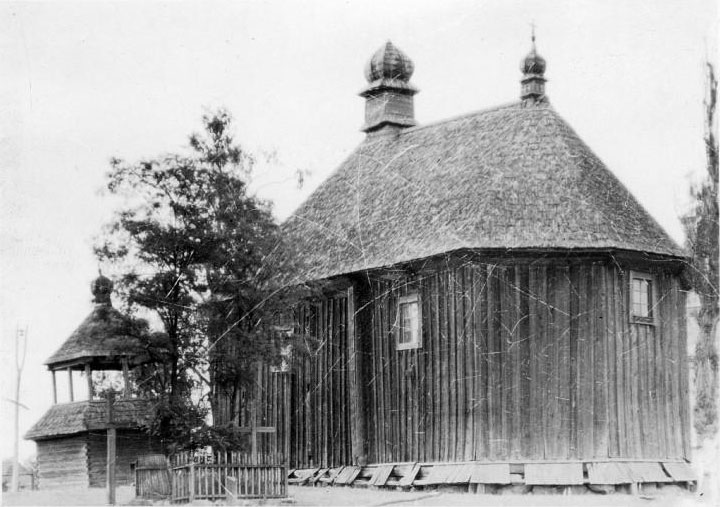
Греко-католическая церковь
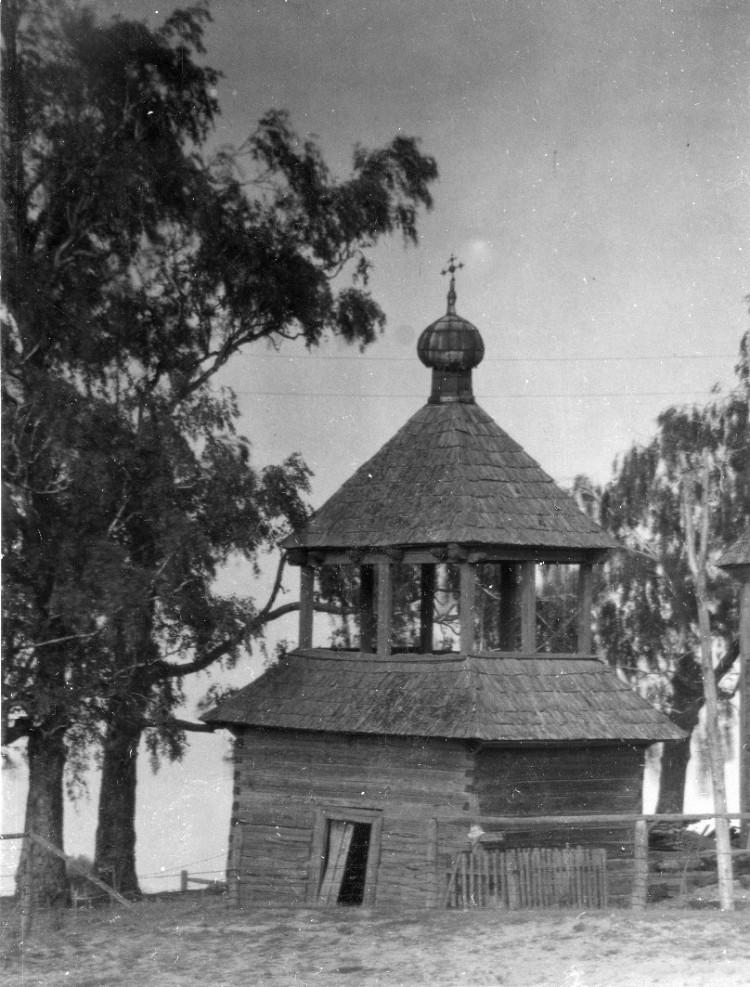
Колокольня
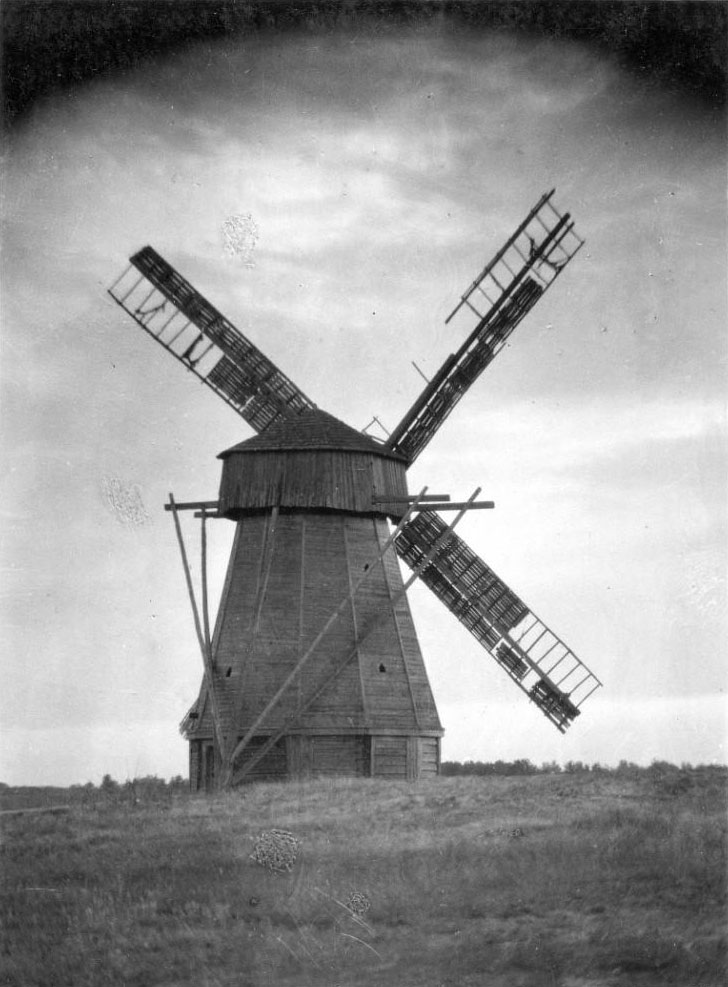
Ветряная мельница
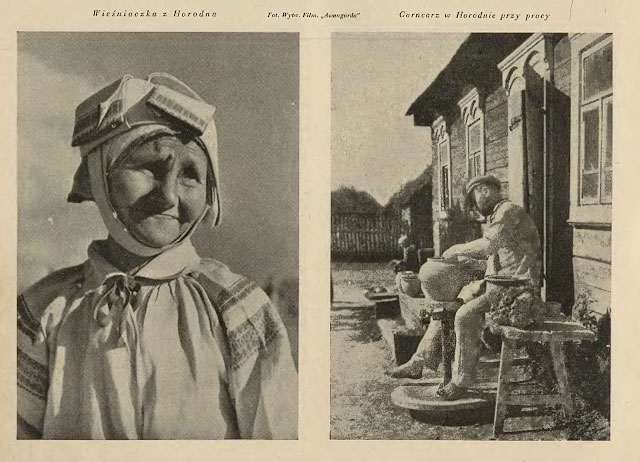
Жители Городной, 1936 год

## Население
- 1880 — 1012 человек
- 1909 — 6728 человек
- 1970 — 1965 человек
- 1993 — 1587 человек
- 2019 — 664 человека[1]

## Инфраструктура
В Городной работают средняя школа, детский сад, поликлиника, Дом культуры, библиотека, почта, центр гончарства.

## Культура
В деревне расположен Этнографический музей-усадьба гончара — филиал учреждения культуры «Столинский районный краеведческий музей».

## События и мероприятия
С 2008 года проходят международные плэнеры гончаров.

## Достопримечательности
- За 2 км на северо-восток от Городной располагаются городища и поселения.

- Свято-Троицкая церковь (XVIII век; бывшая греко-католическая, сейчас во владении белорусской православной церкви)
- Церковь Святого Николая

### Утраченное наследие
- Церковь
- Греко-католическая часовня

## Галерея

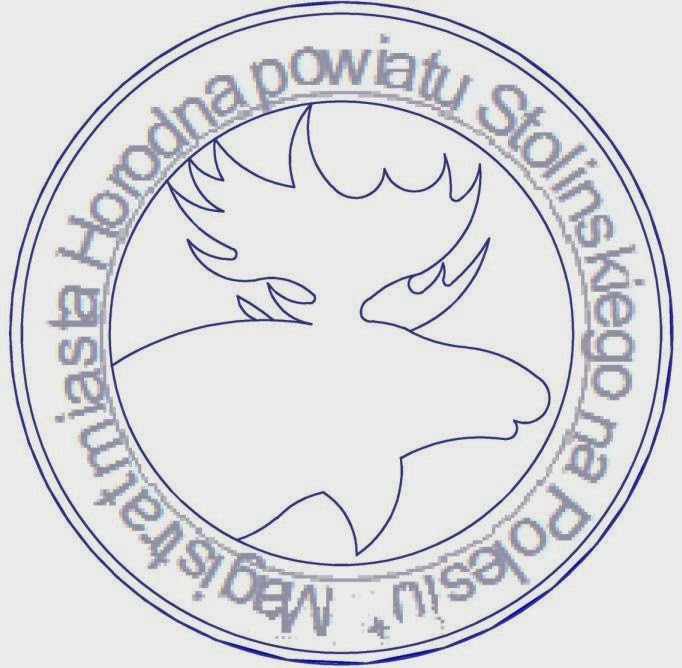
Прорисовка печати старосты Городнянской мещанской управы. Польша, после 1921 г.
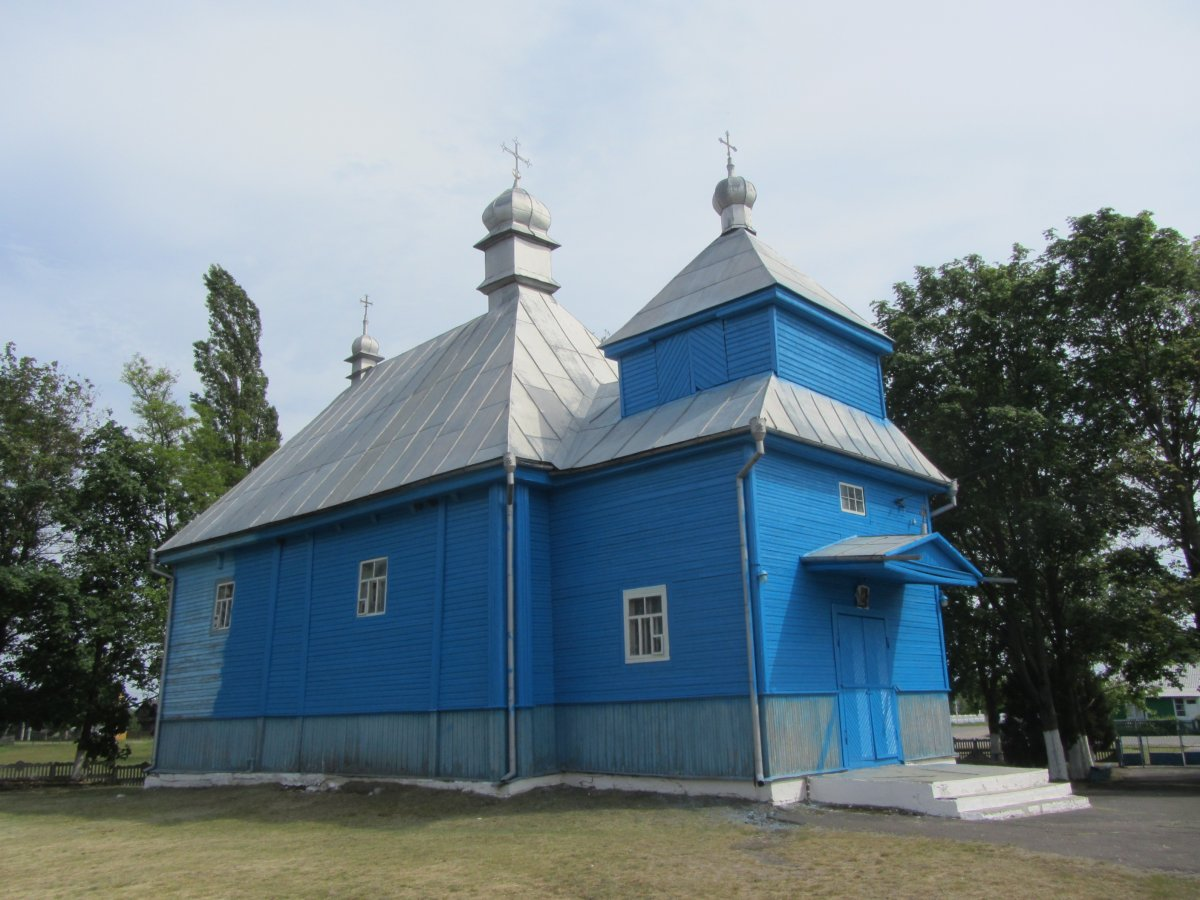
Свято-Троицкая церковь
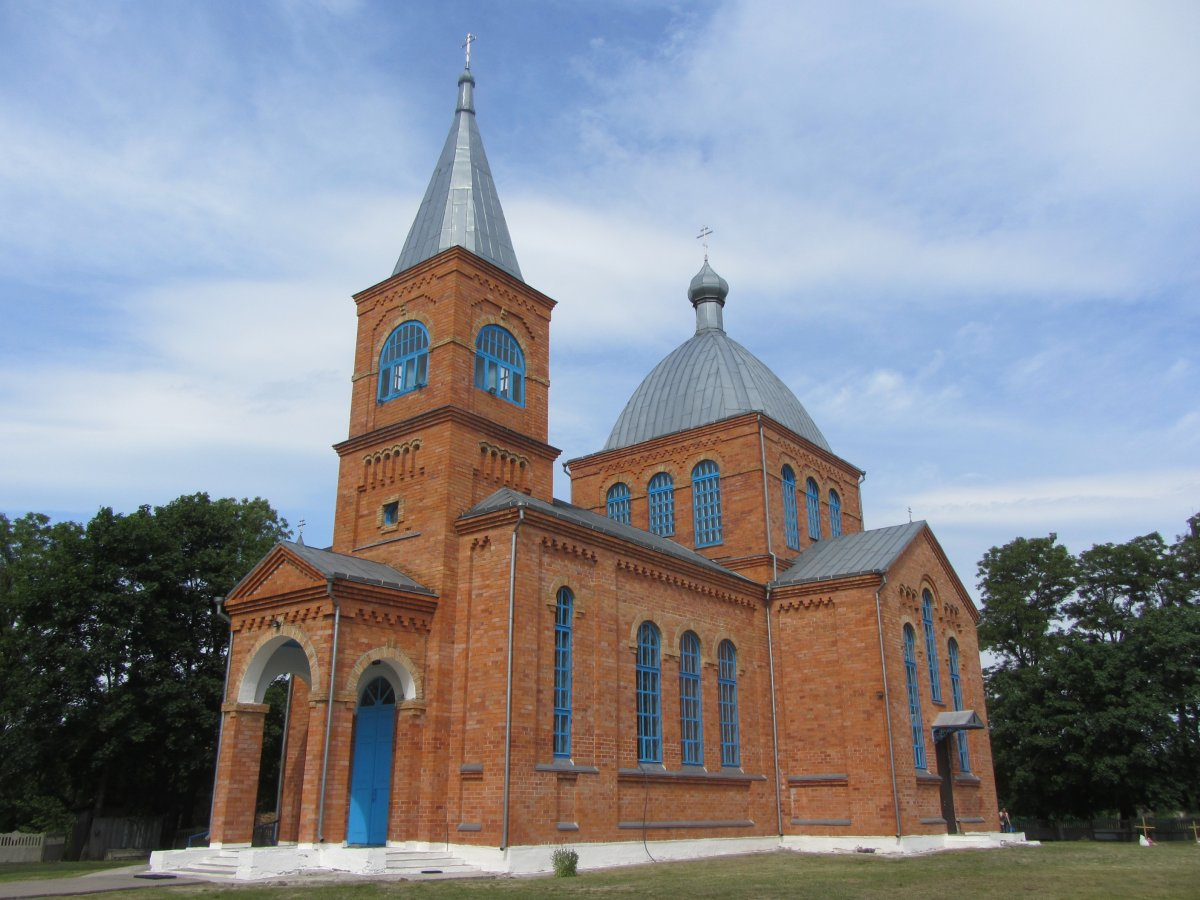
Церковь Святого Николая

## Известные уроженцы
- Валерий Иванович Вечорко — врач, лауреат Государственной премии Российской Федерации